# Emmanuelle Chriqui
Pour les articles homonymes, voir Chriqui.
Emmanuelle Chriqui est une actrice canadienne d'origine marocaine, née le 10 décembre 1975 à Montréal dans une famille séfarade marocaine.

## Biographie
Emmanuelle Chriqui nait en 1975 dans une famille marocaine de confession juive séfarade. 

### Carrière
Emmanuelle apparaît au milieu des années 1990 dans des séries canadiennes comme Fais-moi peur !, Forever Knight, Kung Fu, Once a Thief et Psi Factor, puis se fait connaître davantage avec des téléfilms comme Harrison Bergeron avec Christopher Plummer et Sean Astin, Unwed Father et Futuresport.
Elle passe deux années d'études de comédie à l'école Périmony à Paris, et retourne au Canada où elle débute au cinéma en 1999 dans Detroit Rock City d'Adam Rifkin, avec Edward Furlong et Jour blanc de Chris Koch, avec Chevy Chase et Pam Grier. Puis, elle part habiter à Los Angeles pour donner un élan à sa carrière.
En 2001, elle a un premier rôle de Ticket for Love d’Eric Bross, puis est la partenaire d’Eliza Dushku dans Détour mortel de Rob Schmidt (en). Elle a joué depuis dans Waiting... de Rob McKittrick (en) et dans le quatrième film de la série The Crow, réalisé par Lance Mungia (en), aux côtés d’Edward Furlong et Dennis Hopper.
De 2005 à 2011, elle tient le rôle régulier de Sloan dans la série Entourage. Un rôle qu'elle reprend dans le film du même nom.
En 2006, elle interprète Dolly dans In The Mix de Ron Underwood.
En 2008, elle joue le rôle de Dalia dans Rien que pour vos cheveux.

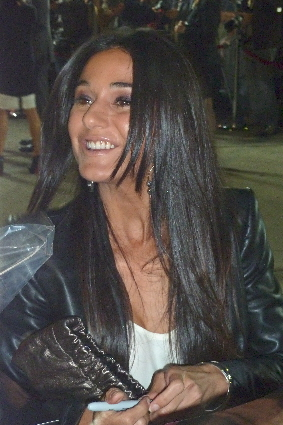
L'actrice à l'avant-première de Black Swan en 2010.

De 2012 à 2013, elle incarne Lorelei Martins, une amie proche de John le Rouge, dans les quatrième et cinquième saison de la série télévisée Mentalist.
En 2014, elle participe à son premier long métrage français où elle joue le rôle de Vanessa dans Situation amoureuse : C'est compliqué de Manu Payet.

### Vie privée
À partir de l'année 2013, elle est en couple avec l'acteur Adrian Bellani avec lequel elle réside à Markham, dans les environs de Toronto. Ils se séparent au cours de l'année 2016.
Elle est en couple avec l'acteur Sam Trammell depuis 2020.

## Filmographie

### Cinéma

#### Longs métrages
- 1995 : La Donneuse (The Donor) de Damian Lee : Patty
- 1999 : Detroit Rock City d'Adam Rifkin : Barbara
- 2000 : Jour blanc (Snow Day) de Chris Koch : Claire Bonner
- 2000 : 100 Girls de Michael Davis : Patty
- 2000 : Ricky 6 (en) de Peter Filardi : Lee
- 2001 : Ticket for Love (On the Line) d'Eric Bross : Abbey
- 2003 : Détour mortel (Wrong Turn) de Rob Schmidt : Carly
- 2003 : Rick (en) de Curtiss Clayton : La femme de Duke
- 2005 : Service non compris (Waiting…) de Rob McKittrick : Tyla, la barmaid
- 2005 : In the Mix de Ron Underwood : Dolly
- 2005 : The Crow: Wicked Prayer de Lance Mungia : Lilly
- 2005 : National Lampoon's Adam and Eve (en) de Jeff Kanew : Eve
- 2006 : Waltzing Anna de Doug Bollinger et Bx Giongrete : Jill, l'infirmière
- 2007 : After Sex d'Eric Amadio : Jordy
- 2008 : Rien que pour vos cheveux (You Don't Mess with the Zohan) de Dennis Dugan : Dallia
- 2008 : Cadillac Records de Darnell Martin : Revetta Chess
- 2008 : Tortured de Nolan Lebovitz : Becky
- 2008 : August d'Austin Chick : Morela Sterling
- 2009 : Tente ta chance (Taking Chances) de Talmage Cooley : Lucy
- 2009 : Women in Trouble de Sebastian Gutierrez : Bambi
- 2010 : Elektra Luxx de Sebastian Gutierrez : Bambi
- 2010 : État de guerre (5 Days of War) de Renny Harlin : Tatia Meddevi
- 2010 : 13 de Gela Babluani : Aileen
- 2011 : Saint John of Las Vegas d'Hue Rhodes : Tasty D Lite
- 2011 : Girl Walks into a Bar de Sebastian Gutierrez : Teresa
- 2013 : Three Night Stand de Pat Kiely : Robyn
- 2014 : Situation amoureuse : C'est compliqué de Manu Payet et Rodolphe Lauga : Vanessa
- 2014 : Fort Bliss de Claudia Myers (en) : Alma
- 2014 : Sexy Therapy (A Short History of Decay) de Michael Maren (en) : Erika Bryce
- 2015 : Entourage de Doug Ellin : Sloan McQuewick
- 2015 : The Steps d'Andrew Currie : Marla
- 2018 : Super Troopers 2 de Jay Chandrasekhar : Genevieve Aubois
- 2018 : 7 Splinters in Time de Gabriel Judet-Weinshel : Alise Spiegelman
- 2018 : Hospitality de Nick Chakwin et David Guglielmo : Donna
- 2021 : Die in a Gunfight de Collin Schiffli : Barbie
- 2022 : Cosmic Dawn de Jefferson Moneo : Natalie

#### Court métrage
- 2005 : Candy Paint (en) d'Andrew Waller : Angela Martinez

### Télévision

#### Téléfilms
- 1995 : Harrison Bergeron de Bruce Pittman : Jeannie
- 1997 : Délit d'abandon (Unwed Father) de Michael Switzer : Kayla
- 1998 : L'Ultime Épreuve (A Champion's Fight: A Moment of Truth Movie) de James A. Contner : Cindy
- 1998 : Futuresport d'Ernest R. Dickerson : Gonzales
- 1998 : Alien Abduction: Incident in Lake County (en) de Dean Alioto : Renee Laurent
- 2006 : L'Amour hors limite (Deceit) de Matthew Cole Weiss : Emily
- 2015 : Killing Jesus de Christopher Menaul : Herodias
- 2019 : L'Alchimie de Noël (The Knight Before Christmas) de Monika Mitchell : Madison

#### Séries télévisées
- 1995 : Kung Fu, la légende continue (Kung Fu: The Legend Continues) : Bumper
- 1995 : Le Justicier des ténèbres (Forever Knight) : Jude Deshnell
- 1996 : Fais-moi peur ! (Are You Afraid of the Dark?) : Amanda
- 1996 : Les Aventures de Sinbad (The Adventures of Sinbad) : Serendib
- 1996 : Haute finance (Traders) : Samira
- 1997 : Psi Factor, chroniques du paranormal (Psi Factor: Chronicles of the Paranormal) : Melissa
- 1997 : Exhibit A: Secrets of Forensic Science : Rachel
- 1997 - 1998 : Vampire Princess Miyu (Kyûketsuki Miyu) : Hisae (voix anglaise)
- 1998 : Le Monde merveilleux de Disney (The Wonderful World of Disney) : Roxanne
- 1998 : Police Academy (Police Academy: The Series) : Charlotte Ockleman
- 2003 : Jake 2.0 : Theresa Carano
- 2005 : Newport Beach : Jodie
- 2005 - 2011 : Entourage : Sloan McQuiwick
- 2008 - 2009 : Robot Chicken : Une femme / La femme invisible / Mokey Fraggle (voix)
- 2011 : The Borgias : Sancia
- 2011 : Kick Kasskoo (Kick Buttowski: Suburban Daredevil) : Kelly (voix)
- 2011 - 2012 : Cosmocats (ThunderCats) : Cheetara (voix)
- 2012 - 2013 : Tron : La Révolte (Tron: Uprising) : Paige (voix)
- 2012 - 2013 : Mentalist (The Mentalist) : Lorelei Martins
- 2013 - 2014 : Prenez garde à Batman ! (Beware the Batman) : Sapphire Stagg (voix)
- 2013 - 2014 : Cleaners : Veronica
- 2014 : Men at Work : Sasha
- 2015 : First Murder (Murder in the First) : Raffi Veracruz
- 2015 : The Grinder : Addison Cross
- 2016-2017 : Shut Eye : Gina
- 2019 : The Passage : Dr Lila Kyle
- 2021-2023 : Superman et Lois : Lana Lang

## Distinctions

### Nominations
- 47e cérémonie des Saturn Awards 2022 : Meilleure actrice de télévision dans un second rôle dans une série télévisée dramatique pour Superman & Lois

### Récompenses
- Élue femme la plus désirable par le site Askmen.com parmi 99 candidates en 2010

## Voix francophones
En version française, Céline Mauge est la voix française la plus régulière d'Emmanuelle Chriqui. Elle l'a doublé dans la série Entourage et le film du même nom, Cadillac Records, Tortured ou encore  L'Alchimie de Noël, etc.. Laëtitia Godès, Nadine Girard, Isabelle Volpe, Nathalie Karsenti (Detroit Rock City), Marie-Eugénie Maréchal, (Détour mortel), Julie Dumas (Mentalist), Dorothée Pousséo (The Passage) ou encore Fily Keita (Superman et Loïs) lui ont également prêté leur voix. Aussi étant bilingue, Emmanuelle Chriqui se double elle-même dans le film français Situation amoureuse : C'est compliqué.
En version québécoise, Camille Cyr-Desmarais est la voix québécoise la plus régulière de l'actrice. Elle l'a notamment doublée dans les films En bout de ligne (en), Sortie fatale, On ne rigole pas avec le Zohan, 13 et Le Triangle amoureux. À titre exceptionnel, Violette Chauveau l'a double dans le film Le Donneur.
En version française
- Céline Mauge dans : Entourage (série télévisée et le film), Cadillac Records, Tortured, First Murder, The Grinder, L'Alchimie de Noël, Die in a Gunfight[6], etc.

En version québécoise
Note : La liste indique les titres québécois.
- Camille Cyr-Desmarais dans : En bout de ligne, Sortie fatale, On ne rigole pas avec le Zohan, 13, Le Triangle amoureux[8], etc.